# Novo Basquete Brasil
Novo Basquete Brasil – profesjonalna liga koszykówki w Brazylii, reprezentująca najwyższą klasę rozgrywkową w tym kraju, założona w 2008 roku.
W latach 1965–1989 najlepszy zespół w kraju wyłaniano w ramach Taça Brasil de Basquete, czyli Pucharu Brazylii. Następnie powstała liga – Campeonato Brasileiro de Basquete, w której walczono o mistrzostwo kraju w latach 1990–2008.
W 2006 mistrzostwa Brazylii, organizowane przez Brazylijska Konfererację Koszykówki (CBB), zostały odwołane z powodu konfliktu między CBB i Nossa Liga de Basquetebol (NLB). Zespół Winner/Limeira został mistrzem NLB.

## Zespoły

### Sezon 2015–16
| Zespół            | Miasto              | Hala                                | Poj. hali | Ostatni sezon | Trener              | Sezony w NBB |
| ----------------- | ------------------- | ----------------------------------- | --------- | ------------- | ------------------- | ------------ |
| Flamengo          | Rio de Janeiro      | HSBC Arena                          | 15000     | 1             | José Alves Neto     | 8            |
| Bauru             | Bauru               | Ginásio Panela de Pressão           | 2000      | 2             | Demétrius Ferracciú | 8            |
| Mogi das Cruzes   | Mogi das Cruzes     | Ginásio Professor Hugo Ramos        | 5000      | 4             | Danilo Padovani     | 4            |
| Franca            | Franca              | Ginásio Pedrocão                    | 6000      | 5             | Lula Ferreira       | 8            |
| Brasília          | Brasília            | Ginásio da ASCEB                    | 3050      | 6             | José Carlos Vidal   | 8            |
| São José          | São José dos Campos | Ginásio Lineu de Moura              | 2620      | 7             | Cristiano Ahmed     | 8            |
| Macaé Basquete    | Macaé               | Ginásio Maurício Soares Bittencourt | 6000      | 8             | Léo Costa           | 3            |
| Minas             | Belo Horizonte      | Arena Vivo                          | 4000      | 9             | Cristiano Grama     | 8            |
| Paulistano        | São Paulo           | Ginásio Antônio Prado Junior        | 1500      | 10            | Gustavo de Conti    | 8            |
| Pinheiros         | São Paulo           | Poliesportivo Henrique Villaboim    | 824       | 11            | César Guidetti      | 8            |
| Basquete Cearense | Fortaleza           | Ginásio Paulo Sarasate              | 8200      | 14            | Alberto Bial        | 4            |
| Rio Claro         | Rio Claro           | Ginásio de Esportes Felipe Karam    | 3000      | 15            | Marcelo Tamião      | 2            |
| Liga Sorocabana   | Sorocaba            | Ginásio Gualberto Moreira           | 3000      | 16            | Rinaldo Rodrigues   | 5            |
| Caxias do Sul     | Caxias do Sul       | Ginásio Vasco da Gama               | 850       | 1 (Liga Ouro) | Rodrigo Barbosa     | 1            |
| Vitória           | Salvador            | Ginásio Poliesportivo de Cajazeiras | 2000      | –             | Régis Marrelli      | 1            |

### Historia
| * | Zespoły występujące obecnie w NBB |

| Zespół           | Miasto                            | Hala                                                | Założony |
| ---------------- | --------------------------------- | --------------------------------------------------- | -------- |
| Araraquara       | Araraquara, São Paulo             | Ginásio Castelo Branco (Gigantão)                   | 1997     |
| Assis            | Assis, São Paulo                  | Jairo Ferreira dos Santos (Jairão)                  | 2002     |
| Bauru*           | Bauru, São Paulo                  | Ginásio Comendador José da Silva Martha             | 2007     |
| Brasília*        | Brasília, Dystrykt Federalny      | Ginásio Nilson Nelson / ASCEB minor games           | 2000     |
| CETAF/Vila Velha | Vila Velha, Espírito Santo        | Ginásio Municipal João Goulart (Tartarugão)         | 2002     |
| Flamengo*        | Rio de Janeiro, Rio de Janeiro    | HSBC Arena                                          | 1895     |
| Franca*          | Franca, São Paulo                 | Ginásio Municipal Pedro Murilla Fuentes (Pedrocão)  | 1992     |
| Iguaçu           | Nova Iguaçu, Rio de Janeiro       | Ginásio Alberico de Sá Bittencourt                  |          |
| Joinville        | Joinville, Santa Catarina         | Ginásio Municipal Ivan Rodrigues                    | 2006     |
| Limeira          | Limeira, São Paulo                | Ginásio Municipal Fortunato Lucato Neto (Vô Lucato) | 2001     |
| Londrina         | Londrina, Parana                  | Ginásio Municipal Darcy Côrtez (Moringão)           |          |
| Minas*           | Belo Horizonte, Minas Gerais      | Arena Vivo                                          | 1935     |
| Paulistano*      | São Paulo, São Paulo              | Ginásio Antonio Prado Junior                        | 1900     |
| Pinheiros*       | São Paulo, São Paulo              | Ginásio Poliesportivo Henrique Villaboim            | 1899     |
| Saldanha da Gama | Vitória, Espírito Santo           | Ginásio Jayme Navarro de Carvalho                   | 1902     |
| São José*        | São José dos Campos, \| São Paulo | Lineu de Moura                                      | 1913     |
| Bira-Lajeado     | Lajeado, Rio Grande do Sul        | Complexo Esportivo da Univates                      | 1955     |
| Uberlândia       | Uberlândia, Minas Gerais          | Arena Presidente Tancredo Neves                     | 1943     |
| Ulbra/Rio Claro  | Rio Claro, São Paulo              | Ginásio de Esportes Felipe Karam                    | 1998     |

## Mistrzowie Brazylii
| Taça Brasil de Basquete - 1965 Corinthians - 1966 Corinthians - 1967 Botafogo - 1968 Sírio - 1969 Corinthians - 1970 Sírio - 1971 Bagres/Franca - 1972 Sírio - 1973 Vila Nova - 1974 Emmanuel/Franca - 1975 Amazonas/Franca - 1976 nie rozegrano - 1977 Palmeiras - 1978 Sírio - 1979 Sírio - 1980 Francana - 1981 (1) São José - 1981 (2) Francana - 1982 Monte Líbano - 1983 Sírio - 1984–85 Monte Líbano - 1985–86 Monte Líbano - 1986 Monte Líbano - 1987 Monte Líbano - 1988–89 Sírio | Campeonato Brasileiro de Basquete - 1990 Ravelli/Franca - 1991 Ravelli/Franca - 1992 Cesp/Rio Claro/Blue Life - 1993 Sabesp/Franca - 1994 Pitt/Corinthians - 1995 Cesp/Rio Claro - 1996 Corinthians/Amway - 1997 Franca/Cougar - 1998 Franca/Marathon - 1999 Franca/Marathon - 2000 Vasco da Gama - 2001 Vasco da Gama - 2002 Tilibra/Bauru - 2003 COC/Ribeirão Preto - 2004 Unitri/Uberlândia - 2005 Telemar/Rio de Janeiro - 2006 Odwołano - 2007 Universo/Brasília - 2008 Flamengo | Novo Basquete Brasil - 2009 Flamengo - 2010 Brasília - 2011 Brasília - 2012 Brasília - 2013 Flamengo - 2014 Flamengo - 2015 Flamengo - 2016 Flamengo - 2017 Bauru - 2018 Paulistano - 2019 Flamengo - 2020 C-19 - 2021 Flamengo |

## Finały NBB
| Sezon   | Mistrz                                                               | Wicemistrz                                                           | Wynik                                                                |
| ------- | -------------------------------------------------------------------- | -------------------------------------------------------------------- | -------------------------------------------------------------------- |
| 2009    | Flamengo                                                             | Brasília                                                             | 3–2 (seria)                                                          |
| 2009–10 | Brasília                                                             | Flamengo                                                             | 3–2 (seria)                                                          |
| 2010–11 | Brasília                                                             | Franca                                                               | 3–1 (seria)                                                          |
| 2011–12 | Brasília                                                             | São José                                                             | 78–62                                                                |
| 2012–13 | Flamengo                                                             | Uberlândia                                                           | 77–70                                                                |
| 2013–14 | Flamengo                                                             | Paulistano                                                           | 78–73                                                                |
| 2014–15 | Flamengo                                                             | Bauru                                                                | 2–0 (seria)                                                          |
| 2015–16 | Flamengo                                                             | Bauru                                                                | 3–2 (seria)                                                          |
| 2016–17 | Bauru                                                                | Paulistano                                                           | 3–2 (seria)                                                          |
| 2017–18 | Paulistano                                                           | Mogi das Cruzes                                                      | 3–1 (seria)                                                          |
| 2018–19 | Flamengo                                                             | Franca                                                               | 3–2 (seria)                                                          |
| 2019–20 | Rozgrywki anlowano po sezonie zasadniczym z powodu pandemii COVID-19 | Rozgrywki anlowano po sezonie zasadniczym z powodu pandemii COVID-19 | Rozgrywki anlowano po sezonie zasadniczym z powodu pandemii COVID-19 |
| 2020–21 | Flamengo                                                             | São Paulo Futebol Clube                                              | 3–0 (seria)                                                          |

## Bilans finalistów
| Zespoły         | Wygrane | Przegrane | Razem | Zwycięskie lata                          | Przegrane finały |
| --------------- | ------- | --------- | ----- | ---------------------------------------- | ---------------- |
| Flamengo        | 7       | 1         | 8     | 2009, 2013, 2014, 2015, 2016, 2019, 2021 | 2010             |
| Brasília        | 3       | 1         | 4     | 2010, 2011, 2012                         | 2009             |
| Bauru           | 1       | 2         | 3     | 2017                                     | 2015, 2016       |
| Paulistano      | 1       | 2         | 3     | 2018                                     | 2014, 2017       |
| Franca          | 0       | 2         | 2     | —                                        | 2011, 2019       |
| São José        | 0       | 1         | 1     | —                                        | 2012             |
| Uberlândia      | 0       | 1         | 1     | —                                        | 2013             |
| Mogi das Cruzes | 0       | 1         | 1     | —                                        | 2018             |
| São Paulo       | 0       | 1         | 1     | —                                        | 2021             |

## Nagrody i wyróżnienia

### MVP sezonu
| Sezon   | Zawodnik               | Poz. | Nar.              | Zespół       | Przyp. |
| ------- | ---------------------- | ---- | ----------------- | ------------ | ------ |
| 2009    | Marcelinho Machado     | SF   | Brazylia          | Flamengo     | [ 5 ]  |
| 2009-10 | Marcelinho Machado (2) | SF   | Brazylia          | Flamengo (2) | [ 6 ]  |
| 2010-11 | Guilherme Giovannoni   | PF   | Brazylia          | Brasília     | [ 7 ]  |
| 2011-12 | Murilo Becker          | C    | Brazylia          | São José     | [ 8 ]  |
| 2012-13 | Marquinhos             | SF   | Brazylia          | Flamengo (3) | [ 9 ]  |
| 2013-14 | David Jackson          | SG   | Stany Zjednoczone | Limeira      | [ 10 ] |
| 2014-15 | Alex Garcia            | SG   | Brazylia          | Bauru        | [ 11 ] |

### MVP Finałów NBB
| Sezon   | Zaowdnik                 | Poz. | Nar.              | Zespół       | Przyp. |
| ------- | ------------------------ | ---- | ----------------- | ------------ | ------ |
| 2010–11 | Guilherme Giovannoni     | PF   | Brazylia          | Brasília     | [ 12 ] |
| 2011–12 | Guilherme Giovannoni (2) | PF   | Brazylia          | Brasília (2) | [ 13 ] |
| 2012–13 | Caio Torres              | C    | Brazylia          | Flamengo     | [ 14 ] |
| 2013–14 | Jerome Meyinsse          | C    | Stany Zjednoczone | Flamengo (2) | [ 15 ] |
| 2014–15 | Nicolás Laprovíttola     | G    | Argentyna         | Flamengo (3) | [ 16 ] |

### Rezerwowy Roku
| Sezon   | Zawodnik           | Poz. | Nar.     | Zespół     | Przyp. |
| ------- | ------------------ | ---- | -------- | ---------- | ------ |
| 2009    | Fred Santos        | PG   | Brazylia | Flamengo   | [ 5 ]  |
| 2009-10 | Nezinho dos Santos | PG   | Brazylia | Brasília   | [ 6 ]  |
| 2010-11 | Vítor Benite       | SG   | Brazylia | Franca     | [ 7 ]  |
| 2011-12 | Paulinho Boracini  | PG   | Brazylia | Pinheiros  | [ 8 ]  |
| 2012-13 | Léo Meindl         | SF   | Brazylia | Franca (2) | [ 9 ]  |
| 2013-14 | Hélio Lima         | PG   | Brazylia | Limeira    | [ 17 ] |

### Obrońca Roku
| Sezon   | Zawodnik        | Poz. | Nar.     | Zespół       | Przyp. |
| ------- | --------------- | ---- | -------- | ------------ | ------ |
| 2009    | Alex Garcia     | SG   | Brazylia | Brasília     | [ 5 ]  |
| 2009-10 | Alex Garcia (2) | SG   | Brazylia | Brasília (2) | [ 6 ]  |
| 2010-11 | Alex Garcia (3) | SG   | Brazylia | Brasília (3) | [ 7 ]  |
| 2011-12 | Alex Garcia (4) | SG   | Brazylia | Brasília (4) | [ 8 ]  |
| 2012-13 | Alex Garcia (5) | SG   | Brazylia | Brasília (5) | [ 9 ]  |
| 2013-14 | Alex Garcia (6) | SG   | Brazylia | Brasília (6) | [ 18 ] |
| 2014-15 | Alex Garcia (7) | SG   | Brazylia | Bauru        | [ 19 ] |

### Największy Postęp
| Sezon   | Zawodnik         | Poz. | Nar.     | Zespół     | Przyp. |
| ------- | ---------------- | ---- | -------- | ---------- | ------ |
| 2009-10 | Audrei Parizotto | SF   | Brazylia | Joinville  | [ 6 ]  |
| 2010-11 | Vítor Benite     | SG   | Brazylia | Franca     | [ 7 ]  |
| 2011-12 | Gui Deodato      | SF   | Brazylia | Bauru      | [ 8 ]  |
| 2012-13 | Gui Deodato (2)  | SF   | Brazylia | Bauru (2)  | [ 9 ]  |
| 2013-14 | Paulão Prestes   | C    | Brazylia | Franca (2) | [ 20 ] |

### Rewelacja Sezonu
| Sezon   | Zawodnik        | Poz. | Nar.     | Zespół    | Przyp. |
| ------- | --------------- | ---- | -------- | --------- | ------ |
| 2009-10 | Raulzinho Neto  | PG   | Brazylia | Minas     | [ 6 ]  |
| 2010-11 | Vítor Benite    | SG   | Brazylia | Franca    | [ 7 ]  |
| 2011-12 | Gui Deodato     | SF   | Brazylia | Bauru     | [ 8 ]  |
| 2012-13 | Ricardo Fischer | PG   | Brazylia | Bauru (2) | [ 9 ]  |
| 2013-14 | Henrique Coelho | PG   | Brazylia | Minas (2) | [ 21 ] |

### Trener Roku
| Sezon   | Trener            | Nar.     | Zespół     | Przyp. |
| ------- | ----------------- | -------- | ---------- | ------ |
| 2009    | Paulo Chupeta     | Brazylia | Flamengo   | [ 5 ]  |
| 2009-10 | Lula Ferreira     | Brazylia | Brasília   | [ 6 ]  |
| 2010-11 | Hélio Rubens      | Brazylia | Franca     | [ 7 ]  |
| 2011-12 | Régis Marrelli    | Brazylia | São José   | [ 8 ]  |
| 2012-13 | Lula Ferreira (2) | Brazylia | Franca (2) | [ 9 ]  |
| 2013-14 | Gustavo de Conti  | Brazylia | Paulistano | [ 22 ] |

### I skład NBB
| # | Sezon   |                                 | PG                      | SG                            | SF                              | PF                              | C |
| - | ------- | ------------------------------- | ----------------------- | ----------------------------- | ------------------------------- | ------------------------------- | - |
| 1 | 2009    | Larry Taylor (Bauru)            | Alex Garcia (Brasília)  | Marcelinho Machado (Flamengo) | Murilo Becker (Minas)           | Rafael „Baby” Araújo (Flamengo) |   |
| 2 | 2009–10 | Fúlvio de Assis (São José)      | Alex Garcia (Brasília)  | Marcelinho Machado (Flamengo) | Guilherme Giovannoni (Brasília) | Murilo Becker (Minas)           |   |
| 3 | 2010–11 | Larry Taylor (Bauru)            | Alex Garcia (Brasília)  | Marquinhos (Pinheiros)        | Guilherme Giovannoni (Brasília) | Murilo Becker (São José)        |   |
| 4 | 2011–12 | Fúlvio de Assis (São José)      | Alex Garcia (Brasília)  | Marquinhos (Pinheiros)        | Guilherme Giovannoni (Brasília) | Murilo Becker (São José)        |   |
| 5 | 2012–13 | Fúlvio de Assis (São José)      | Robert Day (Uberlândia) | Marquinhos (Flamengo)         | Rafael Mineiro (Pinheiros)      | Caio Torres (Flamengo)          |   |
| 6 | 2013–14 | Nicolás Laprovíttola (Flamengo) | David Jackson (Limeira) | Marquinhos (Flamengo)         | Jefferson William (São José)    | Paulão Prestes (Franca)         |   |
| 7 | 2014–15 | Ricardo Fischer (Bauru)         | Alex Garcia (Bauru)     | Marquinhos (Flamengo)         | Guilherme Giovannoni (Brasília) | Rafael Hettsheimeir (Bauru)     |   |